# 福克蘭戰爭期間英國地面部隊
本條目介紹福克蘭群島戰爭英國陸軍和英國皇家海軍陸戰隊的地面部隊。

## 地面部隊

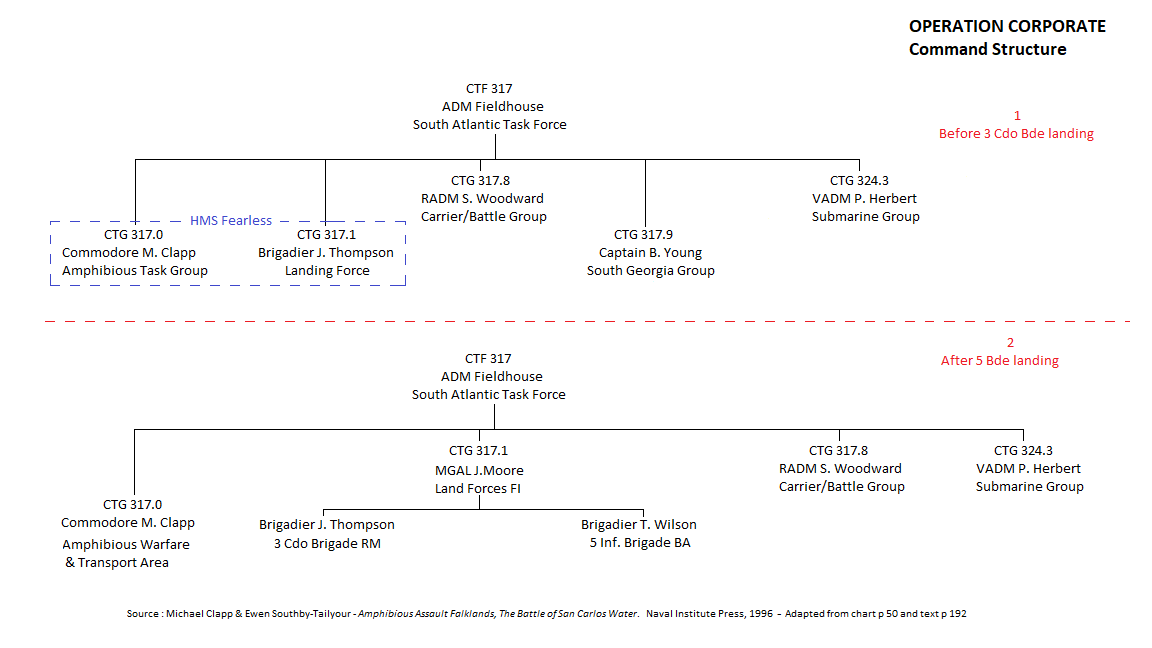
作戰指揮組織結構

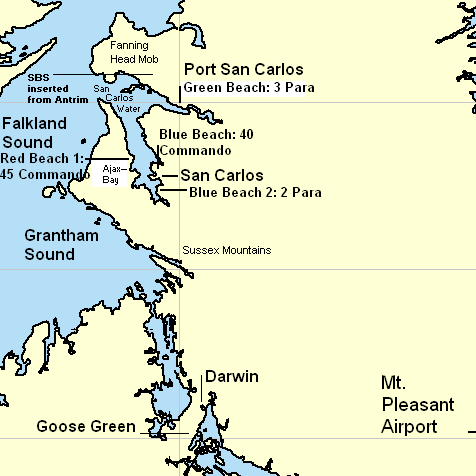
D日在聖卡洛斯灣

英軍在福克蘭群島戰爭期間的地面部隊相當於一個師級編制，稱為「福克蘭群島地面部隊」，由兩個旅組成：
- 第3突擊旅 -主要由皇家海軍陸戰隊組成，第3突擊旅是英國主要的快速反應部隊，該旅的任務是部署到挪威以加強北約在歐洲北部側翼的兵力以防與蘇聯可能發生在歐洲的戰爭。第3突擊旅是兩棲作戰經驗最豐富的部隊。在北約的任務架構下第3突擊旅是由荷蘭皇家海軍陸戰隊部署到該旅以加強其兵力。然而，當時戰爭的實際情況需要從英軍的第5步兵旅的傘兵團第二和第三營調派到該旅增援。

- 第5步兵旅（英语：5th Infantry Brigade (United Kingdom)） -英國主要的"區域外"反應部隊，負責歐洲區域以外的行動。當時該旅編制通常由傘兵團的兩個營，連同駐紮於英國的啹喀兵營組成。然而，由於傘兵團第二和第三營已經調派到第3突擊旅以增強在福克蘭群島的首波登陸行動的兵力，第5步兵旅選擇可立即部署的兩營英國御林軍編屬該旅其下。

### 地面部隊總部

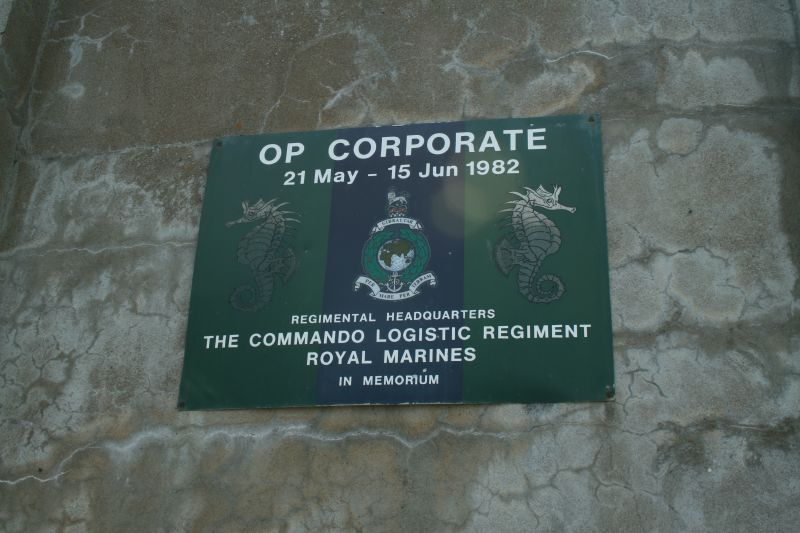
阿賈克斯灣的突擊隊後勤兵團紀念牌

- 福克蘭群島地面部隊指揮官 (CLFFI): 傑瑞米·摩亞（英语：Jeremy Moore）少將, 英國皇家海軍陸戰隊
- 副指揮官: 約翰·沃特斯准將, 英國陸軍
- 皇家炮兵指揮官（英语：Commander, Royal Artillery）: 布賴恩·彭尼科特（英语：Brian Pennicott）上校, 英國陸軍

#### 第3突擊旅
指揮官: 朱利安·湯姆生准將, 英國皇家海軍陸戰隊
- 皇家炮兵第29突擊團 (MJ史密斯（英语：MJ Holroyd Smith）中校)
  - 第1炮兵連 / L118 野戰炮（英语：L118 Light Guns） x 6  Land Rover 101炮兵特殊用途車輛（英语：Land Rover 101 Forward Control） x 6　Land Rover series IIA越野車（英语：Land Rover series） x 6

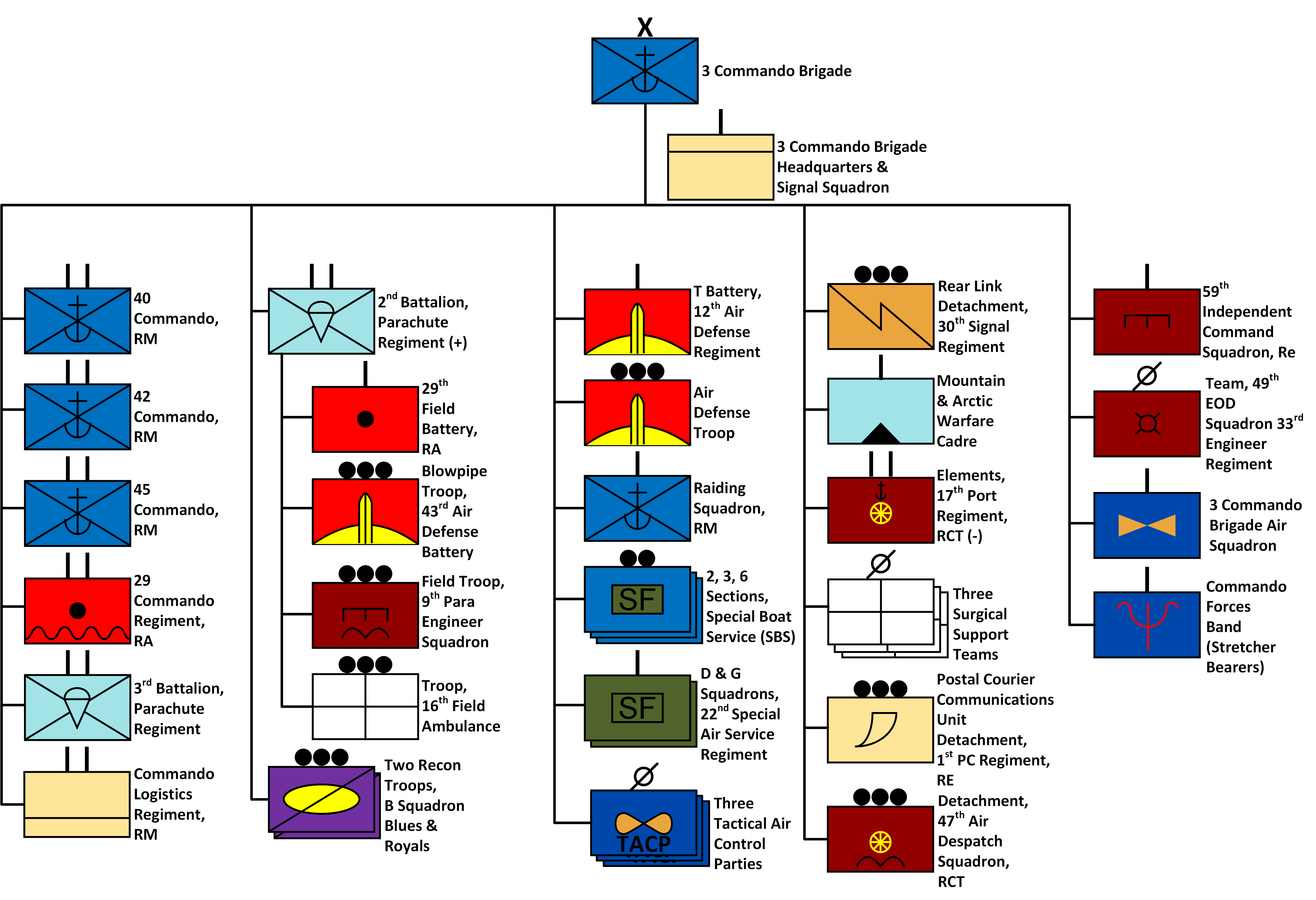
福克蘭群島戰爭中英國第3突擊旅的任務編制

  - 第2炮兵連 / L118 野戰炮（英语：L118 Light Guns） x 6 Land Rover 101炮兵特殊用途車輛（英语：Land Rover 101 Forward Control） x 6　Land Rover series IIA越野車（英语：Land Rover series） x 6
  - 第3炮兵連 / L118 野戰炮（英语：L118 Light Guns） x 6 Land Rover 101炮兵特殊用途車輛（英语：Land Rover 101 Forward Control） x 6　Land Rover series IIA越野車（英语：Land Rover series） x 6

皇家海軍陸戰隊
- 第148炮兵連（英语：148 (Meiktila) Battery Royal Artillery） (主要作用是作為海軍火炮前進觀察支援連)。
- 第40突擊隊, (MPJ亨特中校) "藍色海灘1號 - 工兵山（英语：Sapper Hill） (陣亡 X 1)
- 第42突擊隊, (尼克·沃克斯中校（英语：Nick Vaux）) - 肯特山之戰 / 哈麗山之戰. (陣亡 X 2)
- 第45突擊隊, (阿夫·懷特黑德中校) 紅色海灘”(道格拉斯殖民定居點（英语：Douglas, Falkland Islands）) - 兩姐妹之戰（英语：Battle of Two Sisters）. (陣亡X 12)

- 傘兵團第二營, (H鐘斯中校（英语：H Jones）) "藍色海灘2號" - 古斯格林之戰（英语：Battle of Goose Green） & 無線嶺之戰（英语：Battle of Wireless Ridge） (陣亡 X 18)
  - 第29野戰炮兵連, 英國皇家砲兵
  - 第43防空炮兵連
    - 第1排 / 吹管防空飛彈 x 6、Leyland 4噸軍用卡車（英语：Leyland 4-tonne truck） x 6
    - 第2排 / 吹管防空飛彈 x 6、Leyland 4噸軍用卡車（英语：Leyland 4-tonne truck） x 6
    - 第3排 / 吹管防空飛彈 x 6、Leyland 4噸軍用卡車（英语：Leyland 4-tonne truck） x 6

  - 第9傘降中隊（英语：9 Parachute Squadron RE）, 英國皇家工兵部隊 (陣亡X 4)
  - 第10野戰排/ Land Rover 101炮兵特殊用途車輛(野戰醫院)（英语：Land Rover 101 Forward Control） x 16
  - 第81軍需連
  - 第613戰術空中管制分遣隊

- 傘兵團第三營, (休·派克中校（英语：Hew Pike）) — ”綠色海灘”-朗敦山之戰（英语：Mount Longdon） (陣亡X 21)
  - 第一軍需科伊分遣隊 / Land Rover 101炮兵特殊用途車輛(野戰醫院)（英语：Land Rover 101 Forward Control） x 1
- 突擊後勤團（英语：Commando Logistics Regiment）, 皇家海軍陸戰隊, (赫爾伯格中校) (陣亡X 1)

- 第3突擊旅總部與訊號中隊, (R迪克森少校) (陣亡X 1)
- 第3突擊旅航空中隊 (CP卡梅隆少校) / 9 x 瞪羚AH.1直升機(陣亡X 3)　6 x Westland Scout (陣亡X 1)
- 偵察排, (馬克·科雷思（英语：Mark Coreth）中尉)
- 皇家藍色騎兵團 B中隊, / FV101蠍式裝甲偵查車（英语：FV101 Scorpion） x 4、FV-107彎刀裝甲偵查車 x 4、FV106裝甲偵查車（英语：FV106 Samson） x 1
- T炮兵連（英语：T Battery (Shah Sujah's Troop) Royal Artillery） & 第12防空炮兵團（英语：12th Regiment Royal Artillery） / FS.B2短劍地對空飛彈（英语：Rapier missile）發射架 x 12、Land Rover 101炮兵特殊用途車輛（英语：Land Rover 101 Forward Control） x 12
- 防空排 / 吹管防空飛彈 x 12　Leyland 4噸軍用卡車（英语：Leyland 4-tonne truck） x 12　[[Land Rover series 109越野車（英语：Land Rover series） x 12
- 陸戰隊突擊者部隊-突擊中隊, 皇家海軍陸戰隊, (C·巴克斯特上尉) / 剛性突擊艇（英语：Rigid Raider） x 17
- 山地和北極作戰訓練部隊（英语：Mountain Leader Training Cadre）, 皇家海軍陸戰隊 (羅德·博斯韋爾上尉)
- 特殊舟艇中隊, (喬納森·湯姆森少校) 67人　(陣亡X 1)
  - 第2中隊
  - 第3中隊
  - 第6中隊
- 第22特種空勤團, (曉治·羅斯（英语：Hugh Michael Rose）中校) 107人　(陣亡X 19)
  - D中隊
  - G中隊
- 第1戰術空中管制分遣隊
- 第2戰術空中管制分遣隊
- 第3戰術空中管制分遣隊
- 支援大隊
- 後方通訊線路分遣隊, 第30訊號團 (陣亡X 3)
- 第17港口運輸兵團小隊, 皇家運輸軍團（英语：Royal Corps of Transport）
  - 分遣隊, Mexeflote登陸艇（英语：Mexeflote） x 3
  - 後勤分遣隊, 登陸艇x 5
  - FV 4018百夫長海岸裝甲救濟車 x 2
- 外科手術支援隊 x 3
- 郵務通訊部隊分遣隊, 第1郵務兵團
- 第47通報中隊分遣隊, 皇家運輸軍團（英语：Royal Corps of Transport）
- 皇家工兵部隊, 獨立突擊中隊, (羅德里克·麥克唐納少校) (陣亡X 3)
  - 第9傘降中隊第2排, (羅比·伯恩斯上尉)
- 第49爆炸物處理中隊分遣隊, 皇家工兵部隊第33工程兵團, (陣亡X 1)
  - 第2炸彈處理小組
- Y排通訊分遣隊
- 突擊隊軍樂隊 (擔架手)

#### 第5步兵旅
指揮官: 東尼·威爾遜準將, 英國陸軍
- 蘇格蘭衛隊第2營, (米高·史葛（英语：Michael Scott (British Army officer)）中校) —  倒塌山之戰（英语：Battle of Mount Tumbledown）. (陣亡X 8)
- 威爾斯衛隊第1營, (Jf 里基特中校) —  工兵山（英语：Sapper Hill） . (陣亡X 33)
- 愛丁堡公爵直屬啹喀來福槍兵團（英语：7th Duke of Edinburgh's Own Gurkha Rifles）第1營, (D摩根中校) — 威廉山. (陣亡X 1)
- 第97炮兵連, 皇家砲兵團
  - L118 野戰炮（英语：L118 Light Guns） x 6
  - Land Rover 101炮兵特殊用途車輛（英语：Land Rover 101 Forward Control） x 6
  - Land Rover series 109越野車（英语：Land Rover series） x 6
- 第4野戰砲兵團總部連, 皇家砲兵團
- 皇家工兵部隊
  - 第36工程兵團, (G菲爾德中校)
  - 第9傘降中隊, (CM戴維斯少校)
  - 第4野戰中隊, (布魯斯·霍金斯少校) — 中隊在第3突擊旅指揮下，於5月25日抵達聖卡洛斯。當他們在6月2日左右登陸的時候，中隊轉到第36工兵團其下指揮。
  - 第61野戰支援中隊, (塔菲·摩根少校)
  - 第20野戰中隊第1排, (D福克斯利上尉) (臨時隸屬於第9傘降中隊)
  - 皇家工兵專業部隊
- 郵務科
- 第656中隊, 陸軍航空兵團（英语：No. 656 Squadron AAC） 瞪羚直升機 x 6　偵察直升機 x 6
- 皇家機電工程兵第10野戰工場  /Land Rover 101炮兵特殊用途車輛(野戰醫院)（英语：Land Rover 101 Forward Control） x 16 (陣亡X 3) & Land Rover series 88越野車（英语：Land Rover series） x 16
- 第81軍需連
- 前進空中管制特遣隊
  - 前進空中管制員 x 2
- 陸軍伙食團  (陣亡X 4)
- 第407排, 皇家運輸軍團（英语：Royal Corps of Transport）,（Ash中尉）
- 皇家空軍兵團第63中隊（英语：Queen's Colour Squadron）
  - 8 x FS.A短劍地對空飛彈（英语：Rapier missile）發射架和DN181雷達導向裝置
  - 8 x Land Rover 101炮兵特殊用途車輛（英语：Land Rover 101 Forward Control）
  - 8 x Land Rover series 109越野車（英语：Land Rover series）
  - 8 x BV 202履帶式雪地車（英语：Bandvagn 202）
  - 第518連, 皇家輕工兵團（英语：Royal Pioneer Corps）

## 來源
- The Battle For The Falklands, Max Hastings and Simon Jenkins, 1983, Michael Joseph Ltd., ISBN 0-330-35284-9

- The Official History of the Falklands Campaign, Sir Lawrence Freedman, 2005, Routledge, ISBN 0-7146-5207-5